# Cartojani
Cartojani – wieś w Rumunii, w okręgu Giurgiu, w gminie Roata de Jos. W 2011 roku liczyła 3724 mieszkańców.